# Kräuselscharbe
Die Kräuselscharbe oder Australische Zwergscharbe (Microcarbo melanoleucos, Syn.: Phalacrocorax melanoleucos) gehört zur Familie der Kormorane (Phalacrocoracidae). Sie kommt vor allem an Küsten Australiens und Neuseelands vor und erreicht gelegentlich auch die in der Subantarktis liegenden neuseeländischen Inseln.
Die IUCN stuft die Kräuselscharbe als nicht gefährdet (least concern) ein.

## Erscheinungsbild

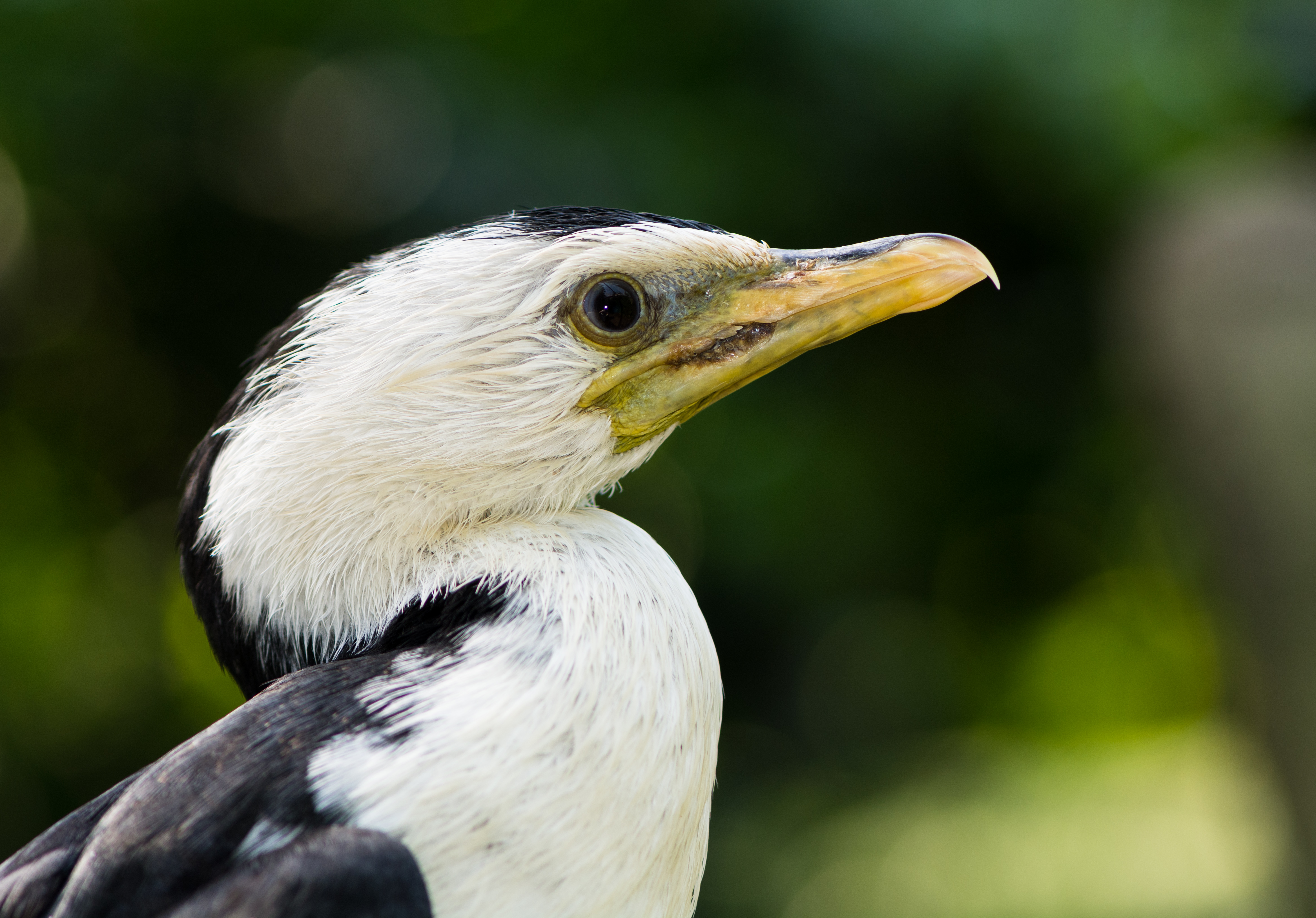
Kopfporträt

Die Kräuselscharbe erreicht eine Körperlänge von 55 bis 65 Zentimeter. Die Flügellänge beträgt 22 bis 24,6 Zentimeter. Das Gewicht variiert zwischen 410 und 880 Gramm. Männchen sind tendenziell etwas größer als Weibchen.
Insgesamt ist die Kräuselscharbe eine kleine, kompakt gebaute Kormoranart. Charakteristisch für die Art ist außerdem der lange Schwanz. Es werden mehrere Farbmorphen unterschieden. Die weißkehlige Morphe ist im Prachtkleid auf der Körperoberseite schwarzgrau mit einem grünlichen Schimmer. Auch der Oberkopf, der Hinterhals und die Halsseiten sowie der untere vordere Hals sind schwarz. Dagegen ist das Gesicht bis über die Augen sowie der Vorderhals weiß. Die übrige Körperunterseite ist schwärzlich. Die sogenannte elsternfarbene Morphe ist dagegen auch auf der Körperunterseite weiß. Der Schnabel ist kurz und kräftig und variiert in seiner Färbung zwischen gelblich, grünlich oder bräunlich.
Kräuselscharben sind sowohl an der Küste als auch in Binnengewässern zu beobachten und nutzen auch kleinere Gewässer und Flüsse zur Nahrungssuche. Sie ruhen und nisten in Bäumen und Sträuchern in Gewässernähe und baumen auch auf Zaunpfählen, auf den Mastbäumen von Booten und auf Telefonleitungen auf. Ihr Gang an Land ist watschelnd. Sie sind verhältnismäßig häufig einzeln zu beobachten. Kräuselscharben können in einem Winkel von 45 Grad auffliegen, was etwa doppelt so steil wie der Aufflug anderer australasiatischer Kormorane ist.
Die Kräuselscharbe ist durch ihren kurzen gelben Schnabel und den keilförmigen Schwanz verhältnismäßig gut zu identifizieren. Verwechslungsmöglichkeiten bestehen innerhalb des Verbreitungsgebietes mit der Elsterscharbe und der Schwarzgesichtscharbe. Beide Arten sind jedoch deutlich größer und haben einen längeren Schnabel. Die unbefiederte Gesichtshaut ist bei der Schwarzgesichtsscharbe außerdem schwarz.

## Verbreitungsgebiet und Lebensraum

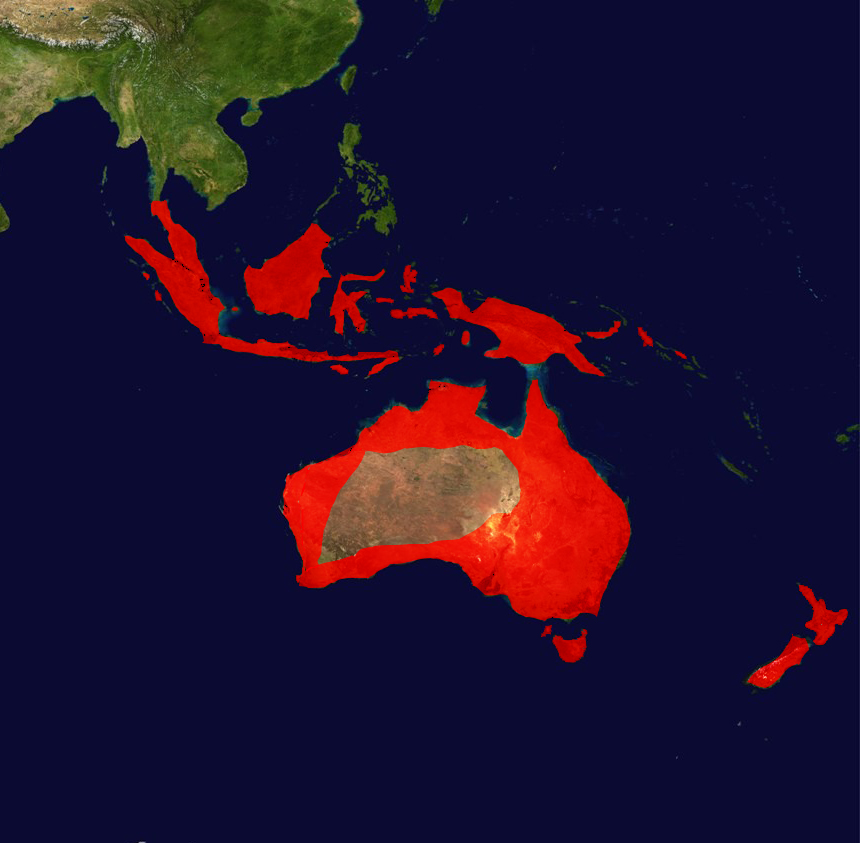
Verbreitungsgebiet

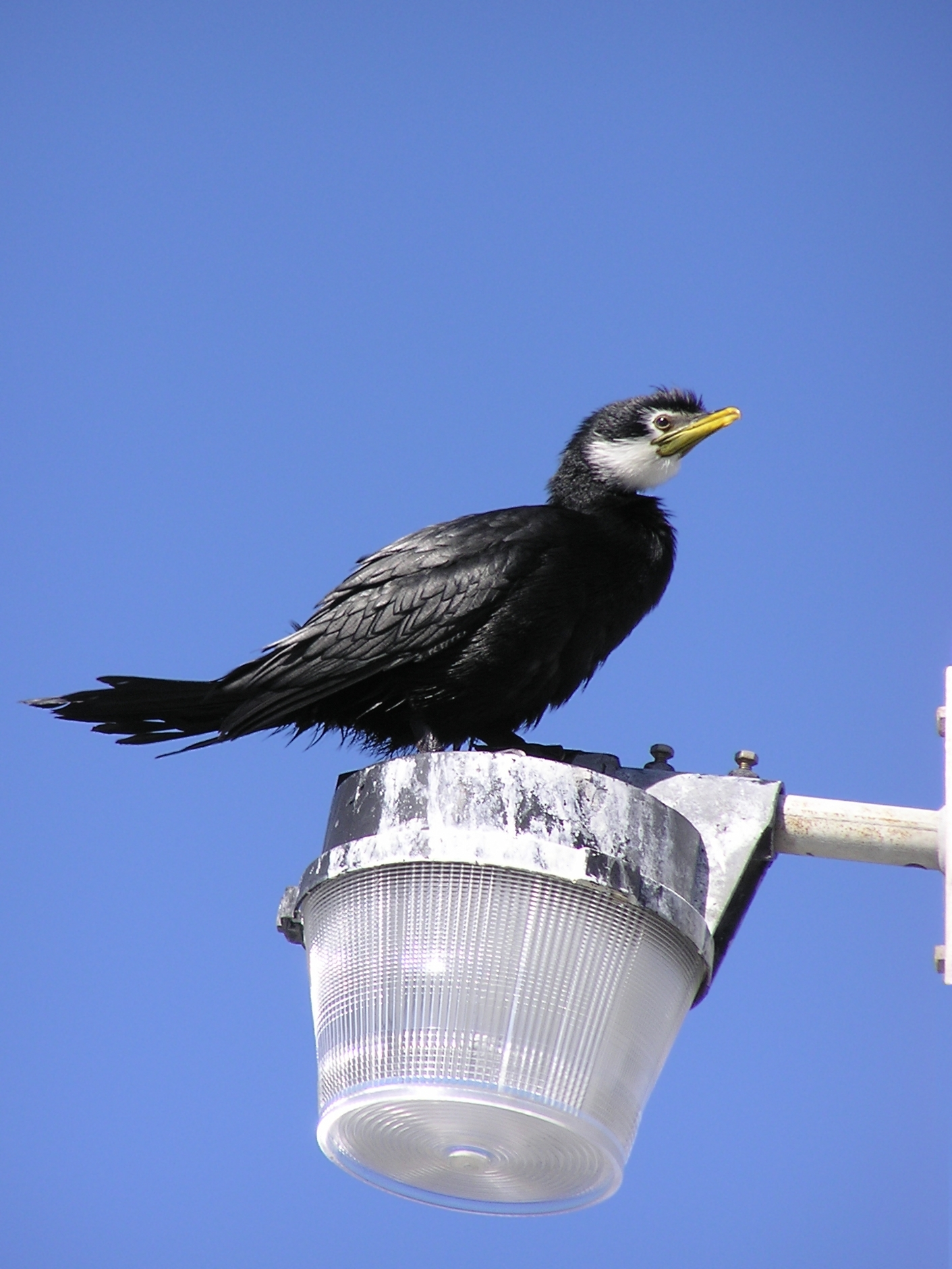
Weißkehlige Farbmorphe

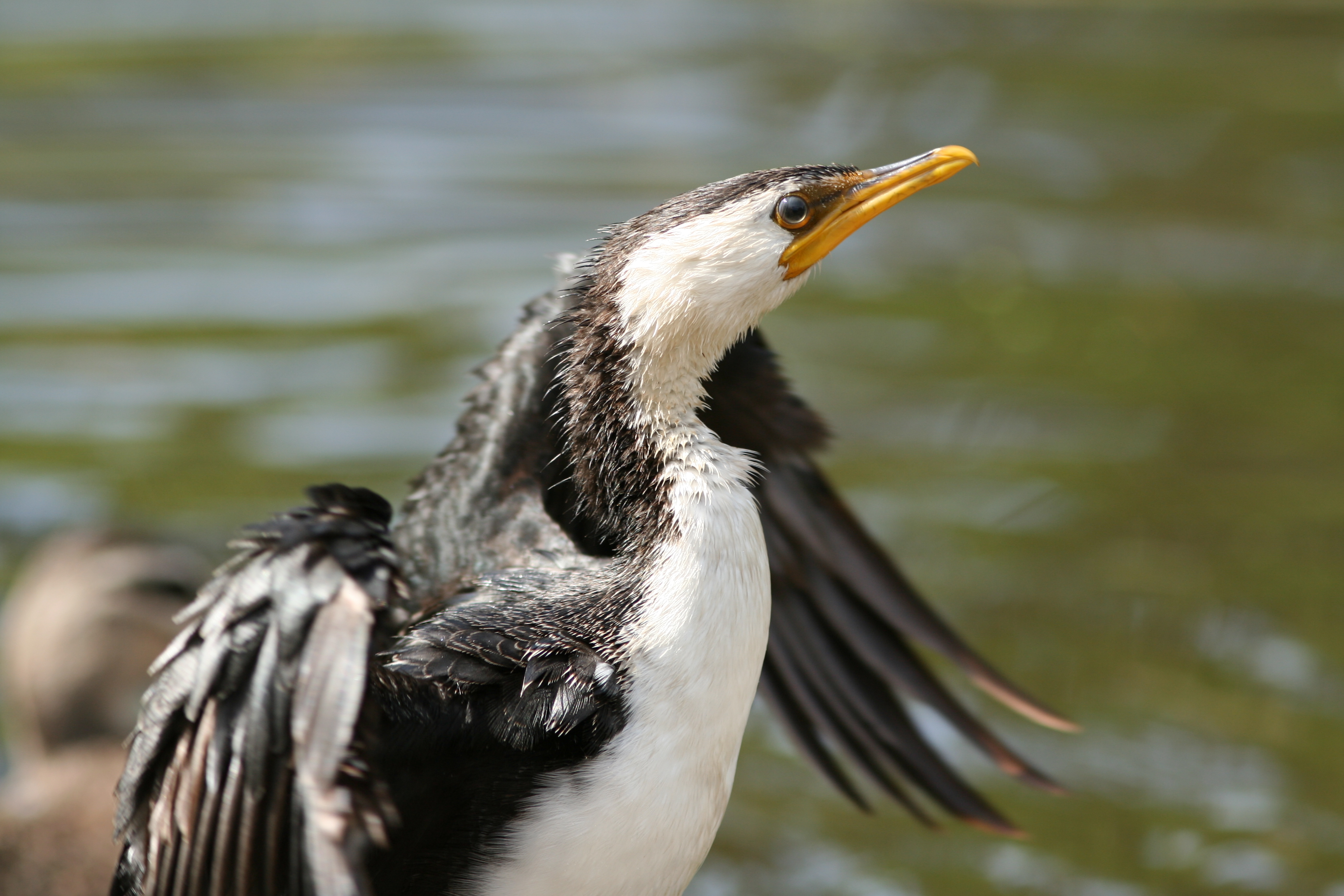

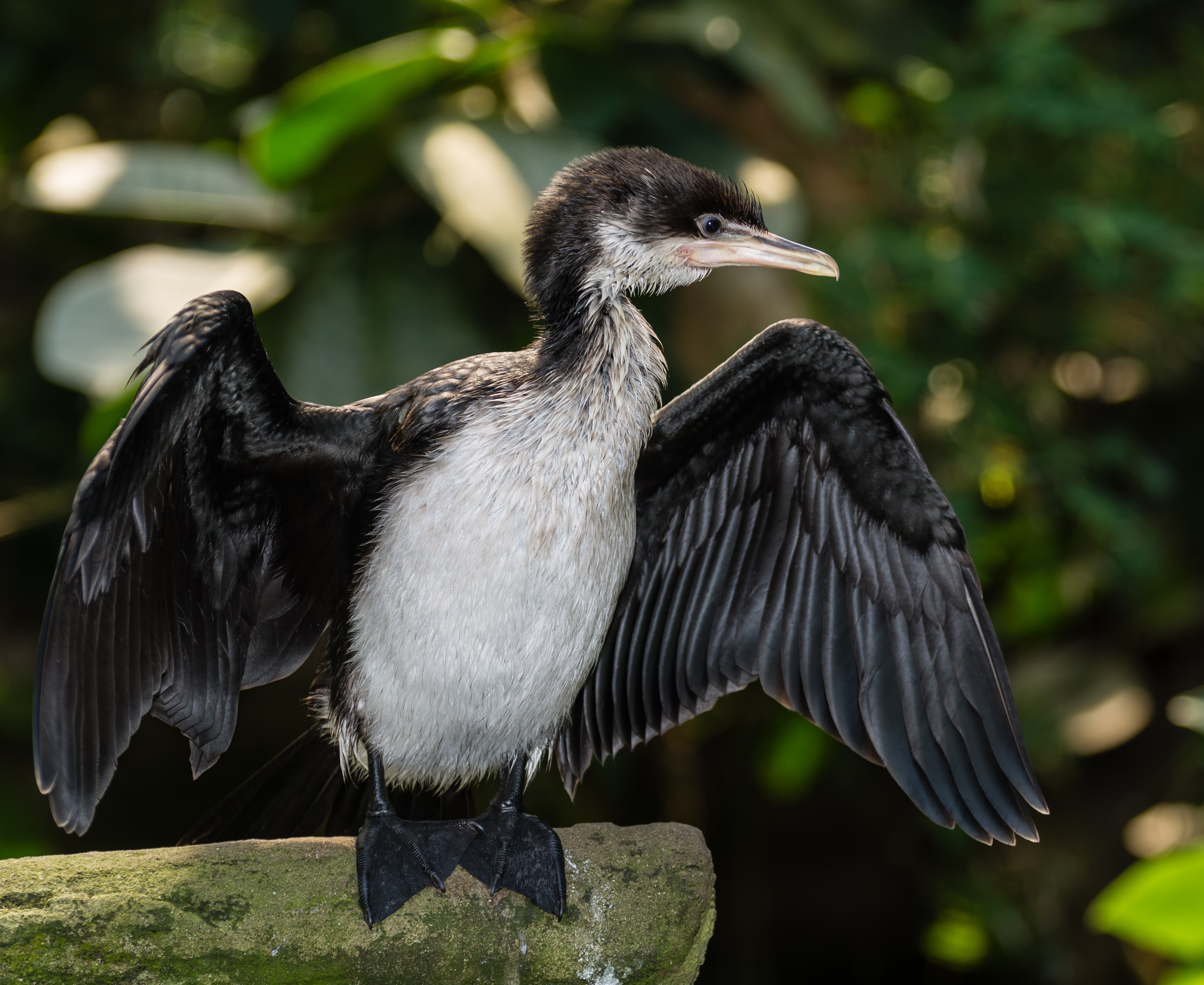

Die Kräuselscharbe kommt von Indonesien über Neuguinea bis zu den Salomonen, Australien und Neuseeland vor. Irrgäste erreichen gelegentlich auch die Lord-Howe-Insel, die Norfolkinsel sowie Campbell Island.
Ihr Lebensraum sind sowohl geschützte Küstenabschnitte als auch Gewässer im Innenland. Sie nutzt eine große Bandbreite unterschiedlicher natürlicher und künstlicher Gewässer, dazu zählen, Sümpfe, Staugewässer, Billabongs, Kanäle, Teiche, Viehtränken und Zierteiche. Ihr präferierter Lebensraum sind offene Süßwasserseen sowie permanente oder kurzzeitig bestehende Überschwemmungsflächen. An der Küste ist die Kräuselscharbe an Buchten und Flussmündungen und Häfen zu finden. Sie kommt auch in Salzpfannen und Mangrovensümpfen vor. Selten kommt sie dagegen an Küstenabschnitten vor, die dem Wind ungeschützt ausgesetzt sind.
Das Verbreitungsgebiet der Kräuselscharbe hat sich sowohl in Australien als auch in Neuseeland vergrößert. Sie kommt dort vor, wo bewaldete Regionen abgeholzt und Wasserspeicher errichtet wurden. Der Bestand ist jedoch insgesamt zurückgegangen, weil die verbliebenen und geschaffenen Feuchtgebiete ihr insgesamt weniger Lebensraum bieten, als sie vor der Besiedelung durch Europäer hatte.
Das Verhalten der Jungvögel ist überwiegend dismigrativ. Beringte Jungvögel wurden zwei Monate nach der Beringung größtenteils bis zu 125 Kilometer vom Niststandort entfernt aufgefunden. Nach sechs Monaten halten sie sich in einer Region auf, die durchschnittlich 300 Kilometer vom Geburtsort entfernt liegt. Einige von ihnen kehren jedoch zu ihrem Geburtsort zurück. Generell ist die Dismigration bei Jungvögeln, die in Brutkolonien im Innenland heranwachsen, ausgeprägter als bei solchen, die in Brutkolonien nahe der Küste aufwachsen.

## Ernährung
Die Nahrung der Kräuselscharbe besteht aus kleinen Fischen. Im Norden Australiens frisst sie in großem Maße auch eingeführte Fischarten wie den Karpfen und den Flussbarsch.
Die Nahrung wird tauchend gefangen. Die Kräuselscharbe befindet sich durchschnittlich 16 Sekunden unter Wasser. Die Pause zwischen den einzelnen Tauchgängen ist sehr kurz und beträgt durchschnittlich 7 Sekunden. Kleine Beutetiere frisst sie noch unter Wasser, größere werden an die Gewässeroberfläche gebracht und dort gefressen. Wenn Fische zu groß sind und nicht auf einmal verschluckt werden können, werden sie an den Gewässerrand gebracht. Die Scheren von Krustentieren werden durch Schüttelbewegungen entfernt, bevor sie von der Scharbe verschluckt werden.
Kräuselscharben suchen normalerweise einzeln nach Nahrung, allerdings wurden sie auch schon bei der Gemeinschaftsjagd beobachtet. Diese Jagdtrupps zählten bis zu 200 Individuen. Die Bildung solcher Trupps ist möglicherweise auf ein überreiches Nahrungsangebot zurückzuführen. Häufig kommt es vor, dass Kräuselscharben in der Nähe von Schwarzscharbentrupps nach Nahrung suchen, auch rastende Kräuselscharben sind oft mit dieser Kormoranart vergesellschaftet.

## Fortpflanzung
Die Kräuselscharbe nutzt eine Reihe sehr unterschiedlicher Gewässer für ihre Fortpflanzung. Nistbäume befinden sich an den Ufern von Seen, Billabongs, Flüssen und in Sümpfen. Gelegentlich brütet die Kräuselscharbe auch mit anderen Kormoranarten vergesellschaftet auf Inseln vor der Küste. Brutkolonien können zwischen 5 und mehr als 1000 Nester umfassen. Die Zwergscharben brüten jedoch gelegentlich auch einzeln. Die meisten Brutkolonien bestehen aus weniger als 100 Nestern. In ihren Kolonien brüten häufig auch andere Kormoranarten sowie Reiher, Löffler, Schlangenhalsvögel und Ibisse. Die Eiablage innerhalb der Großkolonie ist nicht synchronisiert im Gegensatz zu Subkolonien innerhalb solcher Kolonien.
Kräuselscharben gehen eine monogame Paarbeziehung ein, die mehr als eine Fortpflanzungssaison bestehen kann. Die bisherigen Untersuchungen zur Fortpflanzungszeit haben kein einheitliches Ergebnis ergeben: Sie liegt überwiegend im Zeitraum Oktober bis November, aus Südaustralien liegen auch Beobachtungen vor, die auf den Monat Mai verweisen, und aus dem australischen Bundesstaat Victoria ist belegt, dass diese Vögel auch im August brüten. Wahrscheinlich sind Kräuselscharben nicht an eine bestimmte Fortpflanzungszeit gebunden und können sich im ganzen Jahr fortpflanzen, wenn die Lebensraumbedingungen dies zulassen.
Das Nest wird auf Ästen oder in Astgabeln von Bäumen des Eukalyptus, der Mangroven, Kasuarinen oder Myrtenheiden errichtet. Gewöhnlich stehen die Nistbäume am Gewässerrand und die Nester befinden sich im Durchschnitt 2,8 Meter oberhalb der Gewässeroberfläche.
Die Gelegegröße ist bislang nicht abschließend untersucht, vermutlich beträgt sie drei bis fünf Eier. Die Eier sind elliptisch und rau. Ihre Schalen sind blass bläulich und haben weiße Kalkflecken. Die Brutdauer ist nicht bekannt. Frisch geschlüpfte Nestlinge sind zunächst nackt und haben eine schwarze Haut und an der Kehle befindet sich ein roter Fleck. Sie sind nach wenigen Tagen von schwarzen Dunen bedeckt. Sobald sich das erste Alterskleid andeutet, stürzen sie sich bei Störungen aus dem Nest und tauchen im Wasser unter. Wie lange die Jungvögel im Nest bleiben und wie sich die männlichen und die weiblichen Elternvögel an der Aufzucht beteiligen, ist nicht bekannt.
Über den Bruterfolg liegen bislang nur wenige Untersuchungen vor. In einer Brutkolonie wurde beobachtet, dass aus 24 Eiern 14 Küken schlüpften, in zwei gründlicher beobachteten Nestern schlüpften aus 8 Eiern 7 Küken, von denen 6 flügge wurden. Zu den Prädatoren zählen Krähen und der Keilschwanzmilan.

## Einzelbelege
1. ↑   Shirihai, S. 205
2. ↑  Higgins, S. 902 und S. 903
3. ↑  Higgins, S. 902
4. ↑  Higgins, S. 903
5. ↑  Higgins, S. 903
6. ↑  Higgins, S. 906
7. ↑  Higgins, S. 905
8. ↑  Higgins, S. 905
9. ↑  Higgins, S. 906
10. ↑  Higgins, S. 904
11. ↑  Higgins, S. 906
12. ↑  Higgins, S. 908
13. ↑  Higgins, S. 909